# موبايلي
موبايلي، هي شركة اتحاد اتصالات تأسست في تاريخ 14 ديسمبر 2004 كشركة مساهمة بعد فوزها برخصة الهاتف المحمول الثانية في السعودية برأس مال يبلغ خمسة مليارات ريال سعودي، ويشارك فيها الجانب الإماراتي ممثلاً بـ"إي آند" بنسبة 27% و 11% للتأمينات الاجتماعية والباقي لعامة المساهمين. أطلقت موبايلي خدمات الهاتف المحمول في المملكة العربية السعودية في 5 مايو 2005، لتكسر بذلك احتكار شركة الاتصالات السعودية في مجال الأعمال اللاسلكية.

## تاريخ الشركة
موبايلي هو الاسم التجاري لشركة اتحاد اتصالات، الذي ارتبط ببداية كسر احتكار قطاع الاتصالات في المملكة العربية السعودية، عندما فازت بالرخصة الثانية على خمسة ائتلافات أخرى خلال صيف 2004م. والرخصة سارية لمدة 25 عامًا. وتمتلك شركة اتصالات الإماراتية حصة 27.45 بالمائة من أسهم الشركة، كما تمتلك المؤسسة العامة للتأمينات الاجتماعية حصة 11.85 بالمائة من موبايلي، أما الباقية فتعود ملكيتها لعدد من المستثمرين ولعامة الجمهور.
وكانت شركة اتحاد اتصالات قد أطلقت طرحًا عامًا أوليًا في أكتوبر 2004، وقد تجاوزت طلبات الاكتتاب الحد الأقصى، وكان لا بد من استدعاء الشرطة للتعامل مع الاضطرابات بين المستثمرين الذين كانوا يتشاجرون حول استمارات الاكتتاب.. بعد ستة أشهر من التحضيرات الفنية والتجارية، أطلقت موبايلي خدماتها التجارية في 25 مايو 2005م، وخلال أقل من تسعين يوماً أعلنت موبايلي أنها تخطت عتبة المليون مشترك. أطلقت الشركة خدمات 3.5G في 27 يونيو 2006. مع نهاية 2006م وصفت المنظمة الدولية للهاتف المتحرك موبايلي بأنها أسرع المشغلين نمواً على الإطلاق في منطقة الشرق الأوسط وشمال أفريقيا، وفي سبتمبر من عام 2007م أعلنت موبايلي أنها قد وقعت مذكرة تفاهم بقيمة 1.5 مليار ريال (400 مليون دولار) لشراء شركة بيانات الأولى، وهي واحدة من مشغلين اثنين مرخصين لاتصالات البيانات. وبحلول نهاية عام 2008م كانت موبايلي قد اختتمت عملية استحواذها على شركة بيانات الأولى. ومن ثم قامت موبايلي بالاستحواذ على شركة زاجل، وهي مقدم رائد لخدمة الإنترنت في صفقة بلغ حجمها 80 مليون ريال، وقد تبعت هذه الخطوة توجه موبايلي نحو المزج بين الخدمات الثابتة والمتحركة، وكذلك سوق توفير خدمة النطاق العريض المتحرك. كما أطلقت الشركة خدمات الجيل الرابع 4G في 13 سبتمبر 2011. وبعد 10 سنوات من إدارة خدمات موبايلي، توسعت Nokia في فبراير 2021 في شراكتها مع موبايلي لتوقع اتفاقية لمدة 3 سنوات تسمح لها بإدارة وصيانة شبكات الراديو والنقل في الرياض ومناطق أخرى.
تمتلك موبايلي بنية تحتية قوية تساعدها على تقديم خدمات باعتمادية وموثوقية عالية يساعدها في ذلك تملكها لما نسبته 66% من المشروع الوطني لشبكة الألياف البصرية. وتعد شبكة الألياف الوطنية السعودية "SNFN"، أحد أكبر شبكات الألياف البصرية في العالم والتي تقدم حلول تواصل شاملة وخدمات تغطية متنقلة وخدمات النطاق العريض، إضافةً إلى خدمات وحلول الربط بالأقمار الصناعية وتوفير المشغلات الدولية والفردية في المملكة. وتم تأسيس هذه الشبكة بتعاون مشترك بين شركة موبايلي، شركة بيانات الأولى لخدمات الشبكة المحدودة (شركة تابعة موبايلي) وشركة الاتصالات المتكاملة المحدود (آي تي سي). وهي توفر شبكة ألياف بصرية في المملكة العربية السعودية، وتصل إلى جميع المدن الكبرى، وأكثر من 22000 كم من الشوارع والطرق السريعة، وتوفر تغطية لنسبة 99٪ من السكان. وتغطي الشبكة، بما لديها من توصيلية متمازجة بالكامل وقدرة واسعة، أكثر من 13800 كيلومترا في أكثر من 35 مدينة رئيسية في جميع أنحاء المملكة وتوفر ما يصل إلى 100Gbps بالإضافة إلى الربط الخدمي. كما تم توسيع الشبكة لربط الدول المجاورة مثل اليمن، الإمارات العربية المتحدة والبحرين وقطر والكويت والأردن.
- تتصدر موبايلي مشغلي الاتصالات بالمنطقة في تقديم أكبر وأفضل تغطية خدمات تجوال دولي لبيانات الجيل الرابع (LTE) مع 124 مشغل من أكبر مشغلي الاتصالات في 56 دولة حول العالم.
- تنفرد موبايلي بتقديم باقة إنترنت لا محدودة أثناء التجوال الدولي.
- تمتلك موبايلي أكبر قاعدة نشطة لنظام «التبادل السريع لحزم البيانات» (HSPA) في منطقة الشرق الأوسط وشمال أفريقيا بأكثر من مليون مشترك بنهاية الربع الرابع من عام 2009. ويقدر استهلاك المشترك الواحد بأكثر من 1 جيجابايت من البيانات شهرياً. كما أصبحت موبايلي واحدة من 60 شركة عالمية توفر خدمة HSPA متكاملة. كما تعد موبايلي أول مشغل يطبق تقنية HSPA+ في المنطقة.
- موبايلي مع الإماراتية «اتصالات» أول مشغل يطلق جهاز آي-فون 3 جي (iPhone 3G) إقليمياً وفي المملكة العربية السعودية في فبراير من عام 2009.
- تمتلك موبايلي أكبر منظومة مراكز بيانات على مستوى المنطقة يصل عددها 58 مركزاً منتشرة في كافة أنحاء المملكة.
- كانت موبايلي أول مشغل في المملكة يوفر خدمة الإنترنت عبر البلاك بيري (مايو 2007).
- أول من أطلق خدمة البلاك بيري في المملكة (نهاية عام 2006).
- موبايلي أول مشغل يوفر لمشتركية إمكانية اختيار نغمة الرد على الاتصال من خلال خدمة «رنان» (نهاية عام 2006).
- سبقت موبايلي منافساتها بتوفيرها خدمة الرسائل متعددة الوسائط لعملائها (مايو 2005).
- كانت موبايلي أول مشغل يحصل على رخصة الجيل الثالث من هيئة الاتصالات وتقنية المعلومات، الجهة المنظمة لقطاع الاتصالات في المملكة (مطلع عام 2005).

## الرئيس التنفيذي
الرئيس التنفيذي لشركة اتحاد اتصالات «موبايلي» منذ 1 أبريل (نيسان) 2019، هو المهندس سلمان بن عبد العزيز البدران، وهو عضو مجلس إدارة «مجلس سامينا».
شغل عدة مناصب، منها: الرئيس التنفيذي لـ شركة الاتصالات الكويتية «فيفا» بين يناير (كانون الثاني) 2011 وفبراير (شباط) 2019، وكبير المسؤولين التقنيين في الشركة ذاتها بين 2008 و2010. كما شغل العديد من المناصب في شركة «الاتصالات السعودية»، منها: مدير مشروع «فيفا» عام 2008، ومدير عام شبكة النظام العالمي للاتصالات المتنقلة، ومدير عمليات الشبكة ذاتها، وعمل في الشركة السعودية للصناعات الأساسية «سابك»، ولديه أكثر من 22 عاماً من الخبرة في الاتصالات، وإدارة العمليات، وتقنية المعلومات، وإدارة العملاء.
وهو حاصل على بكالوريوس في هندسة الإلكترونيات والاتصالات عام 1996 من «جامعة الملك فهد للبترول والمعادن» في المملكة العربية السعودية.

## وصلات خارجية
- الموقع الرسمي